# Makrai Teofil
Makrai Teofil, születési családneve: Moskovits (Csicsóholdvilág, 1880. november 1. – Budapest, 1938. június 5.) magyar építészmérnök.

## Élete
Moskovits József (1837–1915) budapesti polgár és Klein Etelka fia, Makrai Lipót ügyvéd ikertestvére. Középiskolai tanulmányait Nagyszebenben végezte. 1902-ben a Magyar Királyi József Műegyetemen szerzett építészmérnöki oklevelet. 1905. március 19-én Fokvárosban feleségül vette Heller Júliát (1883–1974), akitől több gyermeke született: László (1907–1942) építészmérnök, Alice (1909–1992), Pál (1913–1988) és Erzsébet (1921–1945).
Az első világháború előtt mérnökként dolgozott. Az 1910-es években Deák Jenővel közösen működtetett műszaki és építési vállalata volt a Váci körút 42-ben. Kisebb épületátalakításoknál is előkerül a neve. 1912-től Deákkal a Fémipari Tömegáru és Szerszámgyár Részvénytársaság (Budapest, II., Retek utca 22.) vezetője. 1914-ben már mozgófényképkészítő, mozgófényképberendező, javító és kölcsönző üzlettulajdonosként is számon tartották.
1912-ben Schweiger Gyulával közösen tervezte meg a Budapest, Kálvária tér 6. szám alatti házat, amelyben 1913-tól a Józsefvárosi Színpad működött.
Az első világháborúban az első mozgósításkor bevonult, és tartalékos főhadnagyként vett részt. Przemyśl ostrománál súlyosan megsebesült. Mint 100%-os rokkant, orosz fogságba esett és hosszú éveket töltött az osztrakáni fogolytáborban. (1915-ben Perovszk városából táviratozott.) Egy forrás szerint fogsága alatt Gerő Sándorral közösen részt vett az Asztrahányi zsinagóga tervpályázatán, amelyet meg is nyert, és meg is tervezte a zsinagógát.
Hazatérése után a filmszakmában tevékenykedett. 1919-ben ő építette meg (2 millió korona befektetéssel) az Apolló Mozit Budapesten. A mozit 1921-ben a rokkantak segítése címén elvették a rokkant főhadnagytól és a Területvédő Ligának adták. Ő volt az első filmproducer Magyarországon. Az 1920-as években több filmszínházat bérelt.
Aktívan részt vett a zsidó hitéletben, 1924-től a Budai Chevra Kadisa alelnöke. 1930-ban a Magyar Zsidók Pro Palesztina Szövetségének tagja háznagyi minőségben.
Hosszas szenvedés után, a háborúban szerzett betegségében hunyt el 1938-ban. A Farkasréti izraelita temetőben helyezték nyugalomra. Temetésén, amely óriási tömeg részvételével folyt le, Kiss Arnold főrabbi tartott beszédet.